# Миле Симић (вајар)
Миле Симић (Струмица, 1951) српски је академски вајар и дугогодишњи конзерватор у Народниом музеју у Нишу, у коме је радио до одласка у пензију 2016. године. Академију примењених уметности у Београду у класи професора Миодрага Живковића, на одсеку вајарства завршио је 1978. године. До сада је излагао на више групних и самосталних изложби у бившој Југославији, Србији и иностранству. За свој рад у области вајарства и рестаураторских радова музејских експоната добио је већи број награда и признања. Живи и ствара у Нишу.

## Живот и каријера
Рођен је 16. јула 1951. године у Струмици, Македонија. Елементарно, средњошколско образовање из области уметности стекао је у уметничкој школи Ђорђе Крстић у Нишу, на одсеку индустријски дизајн, код професора Василија Перевалова.
Академију примењених уметности завршио је у Београду у класи професора Миодрага Живковића, на одсеку вајарства 1978. године. Након дипломирања, постао је члан професионалног Удружења уметника примењених уметности на чијим изложбама редовно излаже до данашњег дана. Звање вишег конзерватора стекао је 2000. године. 
Од 1983. године радио је у Народном музеју у Нишу као конзерватор на предметима од метала и камена из области: археологије, етнологије, историје, историје уметности. Од 2010. године, обављао је дужност шефа конзерваторског одељења.
Повремено је писао и објављивао ликовне критике, изложбеи у организацији Народног музеја у Нишу.
У својству консултанта, учествовао је у постављању ауторских и других музејских изложби, а као конзерватор повремено је обављао конзерваторске радове, за матичну установу и за музеје Јужној и источној и Северној Србији.
Као конзерватор, обучавао је младе конзерваторе, приправнике, за потребе музеја у окружењу Ниша: Алексинац, Лесковац, Књажевац, Бор...
У периоду од 1993—2000. био је члан експертског тима у организацији Министарства културе Републике Србије на рестаурацији и конзервацији предмета из ризнице Хиландар у Грчкој и мобилијара из Саборне цркве у Нишу 
Учествовао је у археолошким ископавањима у својству превентивног теренског конзерватора.
Као вајар, аутор је бројних радова у техници рељефа, плакета, спомен-плоча, биста и сл. Обликовао је бројне сувенире моделовањем познатих експоната из нишког Музеја. Поред тога, аутор је изведених радова: 
- Копије споменика „Весник слободе” Антуна Аугустинчића, која се додељује у склопу Награде за ослобођење града Ниша;
- Рељефни портрет Бранка Миљковића која се додељивала у склопу Награде Бранко Миљковић
- Скулптуре „Маска” коју додељује Позориште лутака у Нишу као годишњу награду за остварење у луткарству;
- Спомен-плоче за Фонд „Дејана Манчића”;
- Спомен-плоче Науму Ђермилу на згради Друштва архитеката града Ниша и др.

Из области конзервације писао је стручне чланке и расправе који су објављене у музејском Зборнику нишког музеја и другим часописима.
Од 2005—2009. био је стални члан уметничког савета Галерија савремене ликовне уметности у Нишу.

## Уметничко стваралаштво
Радови које Миле Симић створио у временском периоду од 1978. до 2016. године, „најбоље сведоче о разноврсним интересовањима уметника која су усмеравала његов вајарски опус од реалистичко-фигуративног до асоцијативног...тако да се за скулптуре Милета Симића може рећи да одишу унутрашњом снагом без обзира на материјал и технику коју је применио у њиховој изради.”
У његовим вајарским делима камен доминирале својом природном структуром и бојом, мермер снагом углачаног жућкастог оникса, бронзане испреплетеним формама динамичког садржаја.
Иако су уметникова дела по форми релативно малих димензија, „њихова монументалност у ликовном изразу и динамичном ритму сведоче о снази коју уметник носи у себи и начину на који свој духовни дар
преноси у дело”.

## Изложбе
Редовно је учествовао на колективним изложбама УЛУПУДС-а од 1978. године.
Каао уметник млађе генерације излагао је и 1981 у Ријеци (тада у саставу СФР Југославије) на Бијеналу младих југословенских уметника.
У периоду од 2010. до 2014. године имао је шест самосталних изложби у Ћуприји, Књажевцу, Бору, Неготину, Зајечару и Нишу.

## Ликовне колонија
Учесник је следећих ликовних колонија:
- Ликовна колонија Сићево, Ниш
- Ликовна колонија Гамзиград, Зајечар,
- Ликовна колонија „Бакар”, Бор
- Ликовна колонија „Ехо музике” у Рогљеву, Неготин

## Награде
Добитник је више награда и признања из области вајарства.
Добитник је и неколико конкурсних југословенских награда:
- 1976. — Фоча, Прва награда за решење плакета и знака Партизанских олимпијских игара
- 1980. — Лазаревац, Друга награда за решење плакета „Колубара”
- 1981. — Бања Лука, Откупна награда на конкурсу за спомен—обележје „Веселин Маслеша” (
- 1982. — Ниш, Диплома за постигнут висок квалитет на изложби „Примењена уметност и дизајн”, Ниш;
- 1983. — Ниш, Друга награда на југословенском конкурсу за спомен-обележје бомбашког напада на хотел Парк (коаутор Василије Перевалов).